# 鈴木えりか
鈴木 えりか（すずき えりか、1998年7月13日 - ）は、日本のモデル、グラビアモデルである。アイドルグループ PPP! PiXiONの元メンバー。スターレイプロダクション所属。

## 略歴
中学生だった2012年にPPP! PiXiONのメンバーとしてデビュー。12月19日に「Get Your Love/ピクセルコースター」でCDデビュー。当初は中心メンバーではなかったが、持ち前の明るさと、後述する多メディアへのオーディション参加をきっかけにグループを引っ張る存在となる。2018年5月19日のライブをもって同グループを卒業。
2015年には講談社「ミスiD2015」に応募し、正統派アイドルは苦戦するといわれる中、ファイナリスト進出。同年には週刊少年マガジン45号のブレイキンガールのコーナーで水着姿を初披露した。
2017年2月6日、日本一制服が似合う男女を決めるコンテスト「第4回制服アワード」でグランプリを受賞。制服モデルとしてランウェイを歩いた。
高校卒業後は進学せず、芸能活動に専念。同年3月、ヤングジャンプが主催するスターの原石コンテスト「ゲンセキ2017 spring」エントリー。
同年11月発売、ヤングアニマル23号に初登場。水着グラビア7ページが掲載された。

## 人物
- オーディションでは「武器は笑顔です！」と言うほど真顔の状態が笑顔である。歯並びの良さも自慢の点として挙げている。そのため、口を閉じているだけで心配されることがある。
- 好きなものはポテト、アイス。
- アイドルと女優の二刀流を志し[12]、アイドルライブ以外に、舞台活動も行う。憧れとする女優は石原さとみ[5]。

## 出演

### テレビ
- F.C. TOKYO COLORS（2019年2月1日 - 2019年12月31日 TOKYO MX）- ナビゲーター

### ドラマ
- 先に生まれただけの僕（2017年10月 - 12月、日本テレビ）- 前野夏美 役
- 戦慄女子（2018年8月、エンタメ～テレ）- 小林リサ 役

### 映画
- 地球（2017年11月、かげやましゅう監督） - ジンジャー 役

### 舞台
- 私だって××してみたい！（2015年3月6日 - 9日、ウッディシアター中目黒）
- トロイメライにさよなら（2015年10月23日 - 26日、CBGKシブゲキ!!） - 出口あかり 役[13]
- アリカナシカ（2016年4月16日 - 19日、中野MOMO）
- おとうさんとわたし（2017年2月1日 - 5日、八幡山ワーサルシアター） - 清子 役

### CM
- 太鼓の達人 Vバージョン（2015年、バンダイナムコエンターテインメント）[14][15]
- clova（2017年、LINE）– 女子高生 役
- 渋谷モディ（旧渋谷マルイ）大型ビジョン掲載モデル（CHEERZ×アミノバイタル、2017年1月16日 - 22日）[16]
- 2ndSTREET（2017年9月2日、GEO CORPORATION）
- 塾講師募集ウェブCM・1分29秒編（2017年12月、武田塾） - 塾生徒 / 塾講師 役
- 美容脱毛サロンcolorée（2018年5月、ミュゼプラチナム） - イメージキャラクター[17]

### 雑誌
- 週刊少年マガジン（2015年、講談社）
- 週刊ヤングジャンプ（2017年 No.19、集英社）
- ヤングアニマル（2017年 No.23、白泉社）

### イベント
- 第4回 日本制服アワード授賞式イベント（2017年2月5日、ベルエポック美容専門学校 第二校舎地下ホール）
- ショートカットアイドル研究室（2015年4月18日、高円寺パンディット）
- 武道館アイドル博2017（2017年5月6日、日本武道館）[18]

### その他
- CONOMi イメージガール（2017年– 、株式会社このみ）
- コロリー イメージキャラクター（2018年 – ）